# Wilson Sporting Goods
Pour les articles homonymes, voir Wilson.

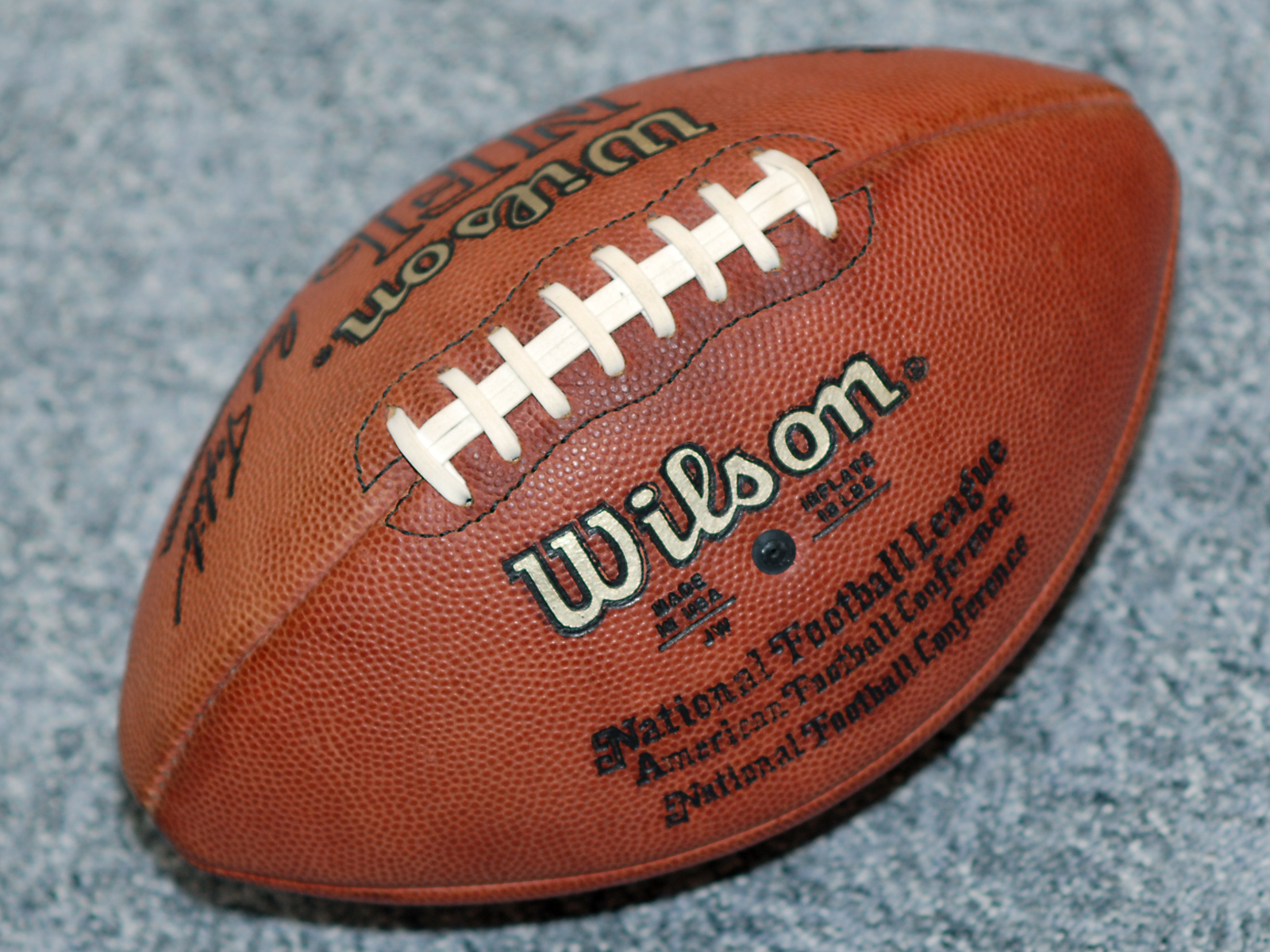
Ballon de football américain de marque Wilson

Wilson Sporting Goods est un équipementier sportif américain, basé à Chicago.
Cette société est détenue depuis 1989 par le groupe finlandais Amer Sports, qui possède également les marques Atomic, Suunto, Precor, et la firme française Salomon.
Wilson fabrique des équipements pour de nombreux sports dont le badminton, le baseball, le softball, le basketball, le golf, le football américain, le squash, le tennis, et le volleyball. Wilson est un équipementier reconnu du football américain.

## Historique
Sulzberger fonde en 1913 la société Ashland Manufacturing Company spécialisée dans la fabrication de produits à partir de dérivés d'animaux. L'entreprise fabrique alors des cordages de tennis de même que des cordes de violons. La société développe ses activités par la production de chaussures de tennis et de baseball.
En 1915, Thomas E. Wilson est nommé président et renomme la compagnie en Thomas E. Wilson Company. L'entreprise se développe dans les domaines du golf, du basket-ball et du football américain. Le rachat de la Chicago Sporting Goods Company est alors effectué. La société sait alors innover dans le matériel qu'elle propose et travaille avec Knute Rockne.
En 1925, le nom de la compagnie est à nouveau modifié et devient Wilson-Western Sporting Goods. Après la mort de Knute Rockne, l'entreprise concentre ses activités sur le golf, innove en présentant le R-90, inspiré par la victoire au British Open de Gene Sarazen en 1932. La société change une dernière fois de nom en 1931 et est renommée Wilson Sporting Goods Company.
Pendant la Seconde Guerre mondiale, la National Football League adopte officiellement le ballon Wilson.
Après la guerre, la société se focalise sur le tennis, avec Jack Kramer qui développa ses lignes de raquettes.
En 1955, l'acquisition de la Ohio-Kentucky Manufacturing, spécialisée dans le football, est faite. De même, la Wonder Products Company, société de fabrication de jouets, est rachetée. Ainsi des équipements sont développés comme les casques pour footballeur américains.
En 1967, Wilson Sporting Goods Company est rachetée par LTV Corporation puis par PepsiCo en 1970. Aujourd'hui la société appartient au groupe finlandais Amer Sports.
On trouve aussi un ballon de Volley dans le film Seul au monde, où il se trouve être le seul "compagnon" du protagoniste principal.

## Tennis
En 1979, les premières balles de tennis Wilson furent utilisées par le tournoi du US Open. Depuis 2006, elles sont utilisées à l'Open d'Australie. Wilson est également le partenaire exclusif de la boutique de l'Open d'Australie et de l'US Open pour les raquettes, les sacs et les accessoires des marques Australian Open et US Open.
Les raquettes de tennis Wilson sont utilisées par de nombreux joueurs de tennis professionnels. Beaucoup de grands joueurs de l'histoire utilisèrent des raquettes de cette marque. Chez les hommes, Roger Federer (20 tournois du Grand Chelem), Pete Sampras (14), Jimmy Connors (8), Stefan Edberg (6), ou Jim Courier (4). Chez les dames, Chris Evert (18 tournois du Grand Chelem), Serena Williams (23), Venus Williams (7), Justine Hénin (7), mais aussi Lindsay Davenport (3) ou Mary Pierce (2), sans oublier Steffi Graf (22) qui joua avec cette raquette dans les années 90.
La dernière gamme de raquettes Wilson, dénommée BLX, a été lancée début 2010 et s'appuie sur des fibres de basalte. On peut citer notamment la Pro Staff Six.One 90 BLX utilisée par Roger Federer ou encore la Pro Tour BLX de Juan Martín del Potro et du Français Michaël Llodra. De même, Venus Williams et Serena Williams utilisent la [K] Blade Team et Justine Henin une Tour BLX.

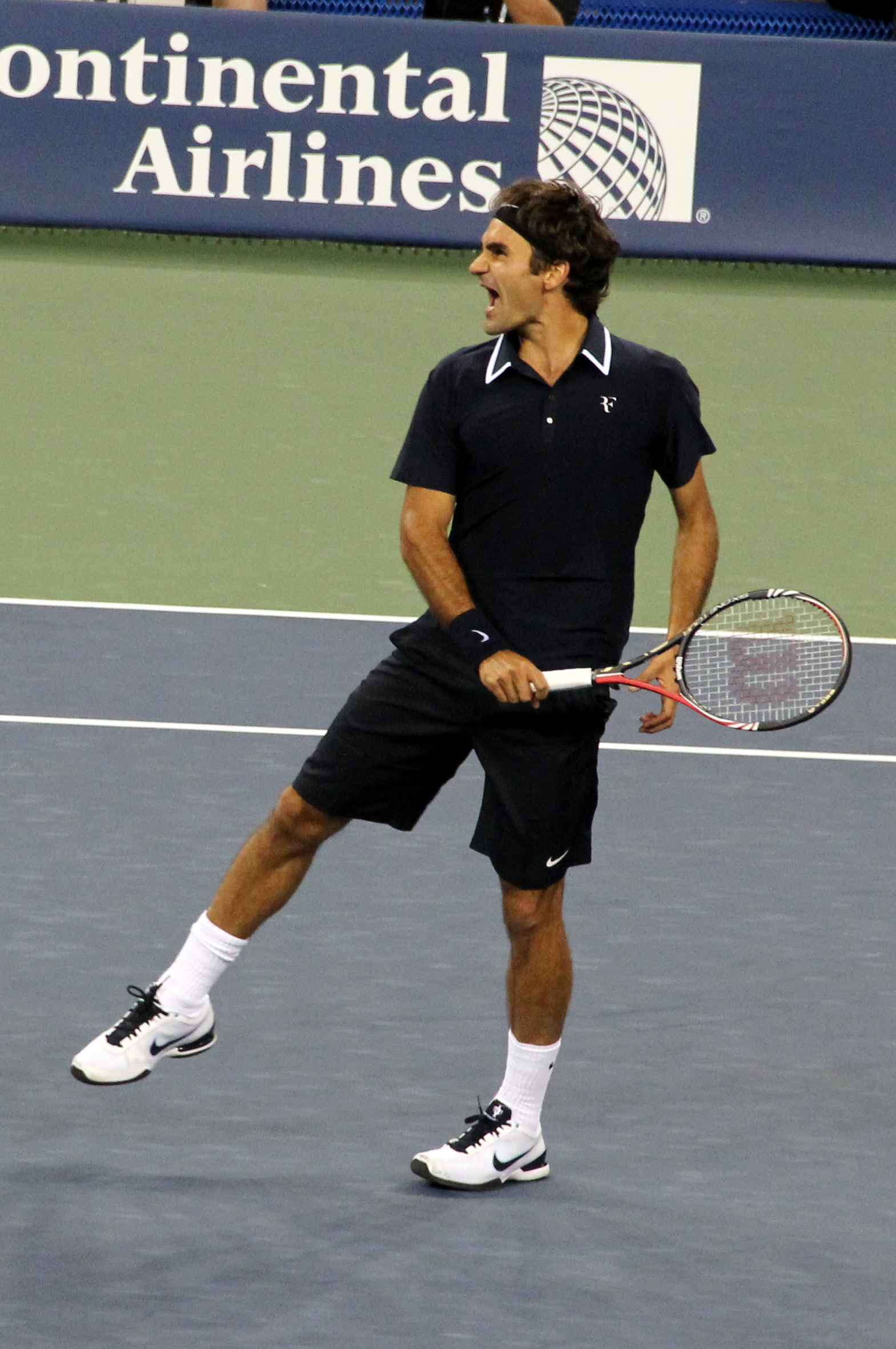
Roger Federer à l'US Open avec sa Wilson Six.One Tour BLX en 2010.

Wilson organise la commercialisation de ses raquettes autour de séries. Parmi les plus courantes en 2012 figurent les suivantes :
- Pro Staff (axée contrôle et précision)
- Six One (axée contrôle et polyvalence)
- Blade (axée punch, stabilité et contrôle)
- Steam (axée puissance et effets)
- Juice (axée puissance, polyvalence et cadence)

La société produit aussi des vêtements de tennis, des sacs de raquettes et des accessoires divers de tennis.

## Golf
Wilson est aussi un équipementier de golf. La société équipe ainsi un certain nombre de golfeurs professionnels des circuits européens et américains comme le champion Pádraig Harrington. La division golf de Wilson Sporting Goods est le Wilson Staff.

## Dans la culture
Wilson est le fabricant éponyme du ballon de volley-ball dont Chuck Noland (Tom Hanks) fait son ami imaginaire dans le film Seul au monde.